# Catalina Serra
Catalina Serra (Artà, Mallorca, 1962). Llicenciada en Geografia i Història, especialitat en història de l'art, per la Universitat de Barcelona l'any 1986. El 1999 cursà el màster en periodisme El País. Ha treballat en el camp del periodisme cultural, quasi sempre en relació amb l'art, l'arquitectura i el disseny, als diaris El dia de Baleares, Última Hora i, des de 1990, a la delegació de Barcelona del diari El País, on va ser responsable del suplement en català “Quadern” i cap de la secció de cultura entre el 2006 i el 2011. El maig del 2011 es va incorporar al diari Ara com a subdirectora. Des de maig del 2013 i el febrer del 2014 va ser la directora del diari Ara Balears, després va tornar a l'Ara, on es va encarregar del suplement Diumenge. Viu i treballa a Barcelona.